# Jornal dos Sports
O Jornal dos Sports é um diário de notícias esportivas do Rio de Janeiro, tendo sido fundado pelo jornalista Argemiro Bulcão em 13 de Março de 1931. Sua última edição standart circulou no dia 10 de abril de 2010. Em 2022, o Jornal dos Sports voltou às ruas e redes sociais.
Ficou famoso por suas páginas em cor-de-rosa. Apesar da semelhança com o jornal esportivo italiano La Gazzetta dello Sport, a verdadeira inspiração para o cor-de-rosa foi o francês L'Auto.
O Jornal dos Sports teve como um de seus proprietários o jornalista Mário Filho, que nas suas páginas escreveu uma série de crônicas defendendo a construção do estádio do Maracanã para a Copa do Mundo de 1950. Como homenagem, o estádio recebeu o seu nome.
Depois de sucessivas trocas de comando, o Jornal dos Sports finalmente teve sua publicação encerrada em 2010. Em seu lugar, começou a circular no dia 12 de abril de 2010 o tabloide Jsports.
Em 2022, o Jornal dos Sports voltou sob direção de Pedro Chiaverini, que adquiriu a marca. Dois anos depois, o JS virou Patrimônio Imaterial Cultural Histórico em projeto de lei do vereador Márcio Ribeiro, aprovado na Alerj.

## História

### O início (1931–1936)
Em 1931, Argemiro Bulcão dirigia o jornal Rio Sportivo, que circulava duas vezes por semana no Rio de Janeiro. Interessado em fortalecer o jornalismo esportivo, propôs uma sociedade a Ozéas Mota, proprietário da gráfica onde o jornal era impresso. Com um capital de seis contos de réis, os dois fundaram o Jornal dos Sports.
A ideia presente no nome do jornal, de valorizar todas as modalidades esportivas, era reforçada pelo seu logotipo: nele apareciam
praticantes de lançamento de disco, levantamento de peso, tênis, futebol, golfe, natação, remo, corrida, boxe e hipismo.
Inicialmente, cada edição tinha apenas quatro páginas, todas em preto e branco, e era vendida ao preço de 100 réis.
Os editoriais dos primeiros anos mostram a intenção de Bulcão de fazer do Jornal dos Sports um veículo com influência política. Assinando como Diretor do jornal, ele criticava a divisão no futebol carioca, então dividido entre a Associação Metropolitana de Esportes Athleticos (AMEA) e a Liga Carioca de Futebol (LCF). O jornalista defendia a fusão das entidades e a adoção do profissionalismo, tese que acabou prevalecendo em 1937, com a fundação da Liga de Football do Rio de Janeiro (LFRJ).
Em 23 de março de 1936, o jornal foi impresso pela primeira vez em páginas cor-de-rosa.

### Os anos Mário Filho (1936–1966)
Em outubro de 1936, Mário Filho, que já era colaborador do Jornal dos Sports, recebeu a ajuda dos amigos Roberto Marinho, José Bastos Padilha e Arnaldo Guinle para comprá-lo de Argemiro Bulcão.
À frente do jornal, Mário promoveu uma série de inovações. Nos anos 1940, introduziu tiras e quadrinhos como forma de ilustrar a participação dos clubes no Campeonato Carioca de futebol. Com a implantação definitiva do profissionalismo, passou a noticiar temas relacionados à direção dos clubes, contratação de jogadores, salários e valores dos passes. A isso se somou o nacionalismo exacerbado pela participação brasileira na Segunda Guerra Mundial, com artigos em que os jogadores eram comparados aos soldados da Força Expedicionária Brasileira.
Logo após a guerra, em 1946, o Brasil foi escolhido pela FIFA como sede da Copa do Mundo de 1950. O compositor Ary Barroso, então vereador no Rio de Janeiro, apresentou um projeto para que fosse construído um estádio no bairro do Maracanã. A proposta enfrentou a reação do então deputado federal Carlos Lacerda, que criticava o custo de construção e o local, defendendo que o projeto fosse transferido para Jacarepaguá.
Mário Filho iniciou então a publicação de uma série de artigos defendendo a construção do Estádio Municipal. A campanha foi vitoriosa, com a pedra fundamental sendo lançada em 2 de agosto de 1948 e o Maracanã sendo inaugurado em 16 de junho de 1950. Também foi de responsabilidade de Mário Filho a criação de competições promovidas pelo jornal, como os Jogos da Primavera, em 1947, e o Torneio de Pelada do Aterro do Flamengo, em 1951. Além disso, propôs a criação do Torneio Rio-São Paulo de futebol.
Nesse período, passaram pelas páginas do Jornal dos Sports cronistas como José Lins do Rego e Nelson Rodrigues, irmão de Mário Filho, entre outros.
No início dos anos 1960, surgiu a seção Segundo Tempo, voltada às artes e à cultura. Assim, os cronistas esportivos ganharam a companhia de críticos do porte de José Ramos Tinhorão e Alex Viany.

### Mário Júlio Rodrigues (1967–1972)
Em 1966, Mário Filho morreu de um ataque cardíaco, aos 58 anos. Sua viúva, Célia Rodrigues, assumiu o comando do jornal. Porém, um ano depois, em 1967, cometeu suicídio.
O jornalista Mário Júlio Rodrigues, filho do casal, passou a ser o responsável pelo Jornal dos Sports. O herdeiro, que já havia sido responsável pela seção Segundo Tempo, inspirou-se nas mudanças que ocorriam no Jornal do Brasil no fim dos anos 1960, inspiradas por sua vez no new journalism americano para promover também uma reformulação editorial. Entraram na redação nomes como Zuenir Ventura, Reinaldo Jardim e Ana Arruda Callado. A lista de colaboradores incluía os cartunistas Ziraldo, Fortuna e Jaguar, além do compositor Torquato Neto.
A experiência mais radical, porém, foi o lançamento do suplemento O Sol. O projeto era um caderno cultural que abrigava experimentações de jovens jornalistas, vindos das primeiras faculdades de Comunicação Social do país. "O Sol nas bancas de revista" serviu de inspiração para Caetano Veloso, no seu sucesso Alegria, alegria. Lançado em setembro de 1967, O Sol passou a circular como um jornal à parte dois meses depois.
O ambiente da contracultura empolgava Mário Júlio a aproximar o jornal dos leitores mais jovens, com páginas dedicadas à educação e outros temas ligados ao seu universo. Também apoiava os movimentos de "torcidas jovens" que surgiam no Rio de Janeiro.
O rejuvenescimento chegou às charges e influenciou o imaginário. Foi no Jornal dos Sports que Henfil criou personagens que se tornaram mascotes das torcidas, como o Urubu (substituindo o marinheiro Popeye como símbolo do Flamengo) e o Bacalhau (novo representante do Vasco da Gama, no lugar do almirante português).

### Cacilda de Souza (1972–1980)
Mário Júlio Rodrigues morreu em 1972, de uma série de complicações relacionadas ao alcoolismo. Para surpresa de seu filho Mário Rodrigues Neto (filho do jornalista e de sua primeira mulher, Dalila), o testamento deixava a direção do jornal para sua segunda mulher, Cacilda Fernandes de Souza.
No comando do Jornal dos Sports, Cacilda Fernandes afastou boa parte dos antigos colaboradores. A chefia da redação passava para as mãos do coronel Geraldo Magalhães. Com a mudança da linha editorial, que abandonava o apoio aos jovens, muitos jornalistas passaram para outras publicações, como a revista Placar.
A nova proprietária foi responsável também pelo lançamento de um suplemento dedicado a assuntos espíritas, o Mundo Azul.

### Família Velloso (1980–1999)
Em 1980, ano da morte de Nelson Rodrigues, o jornal passou por sérias dificuldades financeiras e acabou sendo vendido à família Velloso, que detinha também o controle de redes de supermercados e drogarias, entre outros negócios.
Climério Pereira Velloso, Waldemar Pereira Velloso e Venâncio Pereira Velloso, colocaram o sobrinho Luiz Augusto Velloso na direção executiva. O jornal dava amplo destaque ao deputado estadual Napoleão Velloso (PMDB), também da família. O espaço destinado à educação se mantinha, porém dando destaque a temas como o vestibular e outros concursos.
Entre os colaboradores deste período, o destaque é o radialista Washington Rodrigues, criador da coluna Geraldinos e Arquibaldos. O título foi uma referência aos apelidos que ele mesmo havia criado para os torcedores que frequentavam, respectivamente, os setores da Geral (hoje extinta) e da Arquibancada do Maracanã.
Ainda nessa época, foi criado o suplemento "Domingo é dia de Surf", o primeiro veículo semanal do Brasil dirigido às modalidades de Surf como o Surf de Peito, (o conhecido "Jacaré"), Bodyboard e Surf. O suplemento era coordenado por Mauricio de Souza Coelho Neto,  na época Diretor Geral da ASPERJ (Associação de Surf de Peito do Rio de Janeiro) que tinha como principal colaborador Carlos Louro, vindo da revista Fluir. Chegaram a realizar cobertura de eventos internacionais na Austrália, Califórnia, Havaí, Fernando de Noronha, Polinésia Francesa e Ilha da Páscoa. Este suplemento foi na época considerado o maior incentivador do Brasil da modalidade Surf de Peito.
Com a morte do editor-geral Duarte Gralheiro, em 1989, Luiz Augusto Velloso convidou para ocupar o cargo o jornalista Geraldo Mainenti, que deixara a chefia de Redação da revista Placar. Mainenti promoveu muitas reformas: criou e ofereceu ao colunista José Inácio Wernecck o cargo de ombudsman e de coprodutor do Manual de Redação do JS; ao jornalista Mílton Sales, o de editorialista; a Nélson Silva, a coluna Informe JS; a Jair Motta, a chefia do departamento de Fotografia;  a Eloyr Maciel, a responsabilidade pela Agência JS, recém criada, e a Carlos Macedo, o cargo de subeditor-geral. Mainenti implantou, em 1990, a policromia na primeira página, e  convidou o diretor de arte Ivanir Yasbeck para fazer a reforma gráfica do jornal, que ficou com uma diagramação mais leve e tirou do título do Jornal dos Sports o fundo preto. Mainenti deixou o jornal logo depois da Copa da Itália, em agosto de 1990, quando o JS enviou a maior equipe de sua história a um mundial. Carlos Macedo assumiu a chefia-geral, a convite de Luiz Velloso.Velloso.
Posteriormente, foram editores do jornal Sérgio Sá Leitão e Washington Rope.
No fim dos anos 1990, o Jornal dos Sports pela primeira vez na sua história teve que enfrentar outro jornal esportivo no Rio de Janeiro. A fundação do Lance!, em 1997, levou a novas tentativas de modernização. Contudo, a queda nas vendas e as dificuldades financeiras levaram os Velloso a vender o jornal, em 2000.

### Os últimos anos
O armador Omar Resende Peres Filho adquiriu o Jornal dos Sports em 2000, contratando como diretor de redação o jornalista Milton Coelho da Graça. Em pouco tempo, porém, passou a marca e o arquivo para os empresários Lourenço Rommel Peixoto, que também era vice-presidente do Jornal de Brasília, e Armando Garcia Coelho.
No ano seguinte, os novos proprietários transferiram a redação da antiga sede na rua Tenente Possolo, no Centro do Rio, para a Praça da Bandeira. Além de investir em equipamentos, a nova direção contratou novos colunistas, como José Inácio Werneck e Marcos de Castro.
Em 2004, Peixoto e Coelho se viram envolvidos na Operação Sanguessuga da Polícia Federal, que investigava denúncias de corrupção na compra de medicamentos pelo Ministério da Saúde do Brasil. Os dois chegaram a ser presos.
Em mais uma crise, o jornal foi adquirido pelo empresário Wellington Rocha. Quatro anos depois, em 2008, um novo grupo de empresários, liderado por Arnaldo Cardoso Pires, assumiu o comando e transferiu mais uma vez a redação, desta vez para a Rua do Ouvidor, no Centro do Rio. O Jornal dos Sports ainda circulou por dois anos sob a nova direção.

### Retorno em 2022
Atualmente, o Jornal dos Sports tem circulação impressa em dias de jogo nas principais arenas esportivas do país, além de contar com coberturas de eventos, entrevistas exclusivas, sites, redes sociais e ecommerce.

## Jornalistas ilustres

### Colunistas
- Alan Bittencourt
- André Queiróz
- Áureo Ameno
- Duarte Gralheiro
- Geraldo Romualdo da Silva
- Gérson
- João Saldanha
- Jorge Lourenço
- José Antonio Gerheim
- José Inácio Werneck
- José Lins do Rego
- Juca Kfouri
- Julio Gracco
- Luiz Bayer
- Marcos de Castro
- Mário Filho
- Mário Rodrigues Neto
- Milton Salles
- Nelson Rodrigues
- Paulo Vitor Ferreira, o PV
- Roberto Porto
- Roberto Sander
- Ruy Porto
- Thiago Bokel
- Washington Rodrigues
- Zé de São Januário (pseudônimo de Álvaro do Nascimento Rodrigues)

### Editores e repórteres
- Acácia Rios
- Achiles Chirol
- Adolfo Martins de Oliveira
- Adriana Venel
- Alan Bittencourt
- Alessandra Niskier
- Alexandre Bittencourt
- Álvaro Caldas
- Alysson Cardinali Neto
- Ana Arruda Callado
- Ana Branco
- Ana Cora Lima
- Ana Nazário
- Ana Paula Andrade
- André Gardenberg
- Aparício Pires
- Arthur Reis
- Aurino Leite
- Benito Alemparte
- Bernardo Coimbra
- Bremer Lemos
- Carla Pereira Marsillac
- Carlos Alberto Rodrigues
- Carlos Alberto Vieira
- Carlos Areas
- Carlos Eduardo Mansur
- Carlos Macedo
- Chico Soares
- Claudia Figueiredo
- Claudia Regina Ramos Mendes
- Cláudia Silva
- Cleber Mendes
- Daniel Kaz
- Debora Schneider
- Deborah Lannes
- Diogo Aída
- Ediane Merola
- Edilson Campos
- Edir Lima
- Eduardo Lacombe
- Eduardo Lamas
- Eduardo Vieira
- Eliomário Valente
- Emigídio Felizardo Fillho
- Erich Onida
- Eucy Lima
- Fernando Horácio
- Flavia Cabral
- Flávia Flores
- Flavia Monteiro
- Flavio Brilhante
- Flávio Dias
- Fred Soares
- Geórgia Infante
- Geraldo Mainenti
- Gisele Albuquerque
- Hilton Mattos
- Isabella Rezende
- Jair Motta
- Jesuan Xavier
- João Marcelo Garcez
- José Antonio Gerheim
- José Apeni
- José Eduardo Vieira
- José Emílio Aguiar
- José Luiz Laranjo
- Juan Peres
- Karol Loureiro
- Katia Cardoso
- Laerte Gomes
- Leandro Menezes
- Leonardo André
- Lina Marques
- Lorena Vazquez
- Lucia Lemos
- Luciana Dantas
- Luciana Quadros
- Luiz Bayer
- Machadinho
- Marcello Pires
- Marcelo Macedo Soares
- Marcelo Monteiro
- Marcelo Reis
- Marcelo Rezende
- Marcia Haical
- Marcus Tadeu Tavares
- Mari Mello
- Mariana Bomfim
- Mário Jorge
- Marlos Bittencourt
- Mauricio Cannone
- Maurício Figueiredo
- Mauro César Pereira
- Mauro Ferreira
- Maximiliano Marques Pereira
- Maximino Perez
- Monica Cardoso
- Newton Zarani
- Nilton Santos
- Nogueira Neto
- Orlando Lemos
- Oscar Colombo
- Patrícia Santiago
- Paulo Fernando de Figueiredo
- Paulo Júlio Clement
- Paulo Murilo Valporto
- Paulo Rocha
- Paulo Vitor Ferreira, o PV
- Pedro Ivo Almeida
- Rafael Casé
- Rafael Cavalcanti
- Rafael Nicolay
- Raul Fernandes Sobrinho
- Raul Quadros
- Reinaldo Jardim
- Renata Belchior
- Renata Callou
- Ricardo Cascão
- Ricardo Linhares
- Roberta Pinto
- Rodrigo Abalem
- Rogério Daflon
- Romildo dos Santos
- Rosane Bekierman
- Samy Vaisman
- Sergio Areas
- Sérgio Cabral
- Sérgio Du Bocage
- Sérgio Sá Leitão
- Silvio Barsetti
- Silvio Braun
- Tim Vickery
- Tino Marcos
- Vinícius Azevedo
- Waldemar Costa
- Washington Rope
- Wilton Junior
- "Zé" de São Januário (Argemiro Ferreira)
- Zuenir Ventura

### Colaboradores
- Carlos Louro
- Marcio Puga
- Mauricio de Souza Coelho

### Chargistas e cartunistas
- Daniel Azulay
- Fortuna
- Henfil
- Jaguar
- Juarez Machado
- Mém de Sá
- Miguel Paiva
- Nani
- Otelo Caçador
- Ziraldo